# Pío Baroja
Pour les articles homonymes, voir Baroja (homonymie).
 (octobre 2021).
Si vous disposez d'ouvrages ou d'articles de référence ou si vous connaissez des sites web de qualité traitant du thème abordé ici, merci de compléter l'article en donnant les références utiles à sa vérifiabilité et en les liant à la section « Notes et références ».
Pío Baroja y Nessi, né le 28 décembre 1872 à Saint-Sébastien (Pays basque) et mort le 30 octobre 1956 à Madrid, est un écrivain espagnol de la Génération de 98. Baroja, qui était docteur en médecine, finit par abandonner cette profession au profit de la littérature, une activité dans laquelle il cultiva le roman et, dans une moindre mesure, le théâtre. Dans son œuvre, où transparaît souvent une attitude pessimiste, il exprima son individualisme. Sa pensée politique, non exempte d'ambiguïtés, passa d'une sympathie pour l'anarchisme dans sa jeunesse, à une opposition à la Seconde République et la défense d'une dictature militaire, sans jamais abandonner son anticléricalisme.

## Biographie

### Famille
Il est le petit-fils de l'imprimeur et éditeur Pío Baroja, fils de José Mauricio Serafín Baroja Zornoza et d'Andrea Carmen Francisca Nessi Goñi, une espagnole d'origine italienne. Il est le frère des écrivains Carmen Baroja et Ricardo Baroja, et l'oncle de l'anthropologue, historien, linguiste, folkloriste et essayiste Julio Caro Baroja, ainsi que du réalisateur de cinéma et de télévision et scénariste Pío Caro Baroja. Il est le grand-oncle de Carmen et Pío Caro-Baroja Jaureguialzo. Ce dernier a retrouvé et publié un roman de son grand-oncle, Los caprichos de la suerte, 65 ans après sa mort.

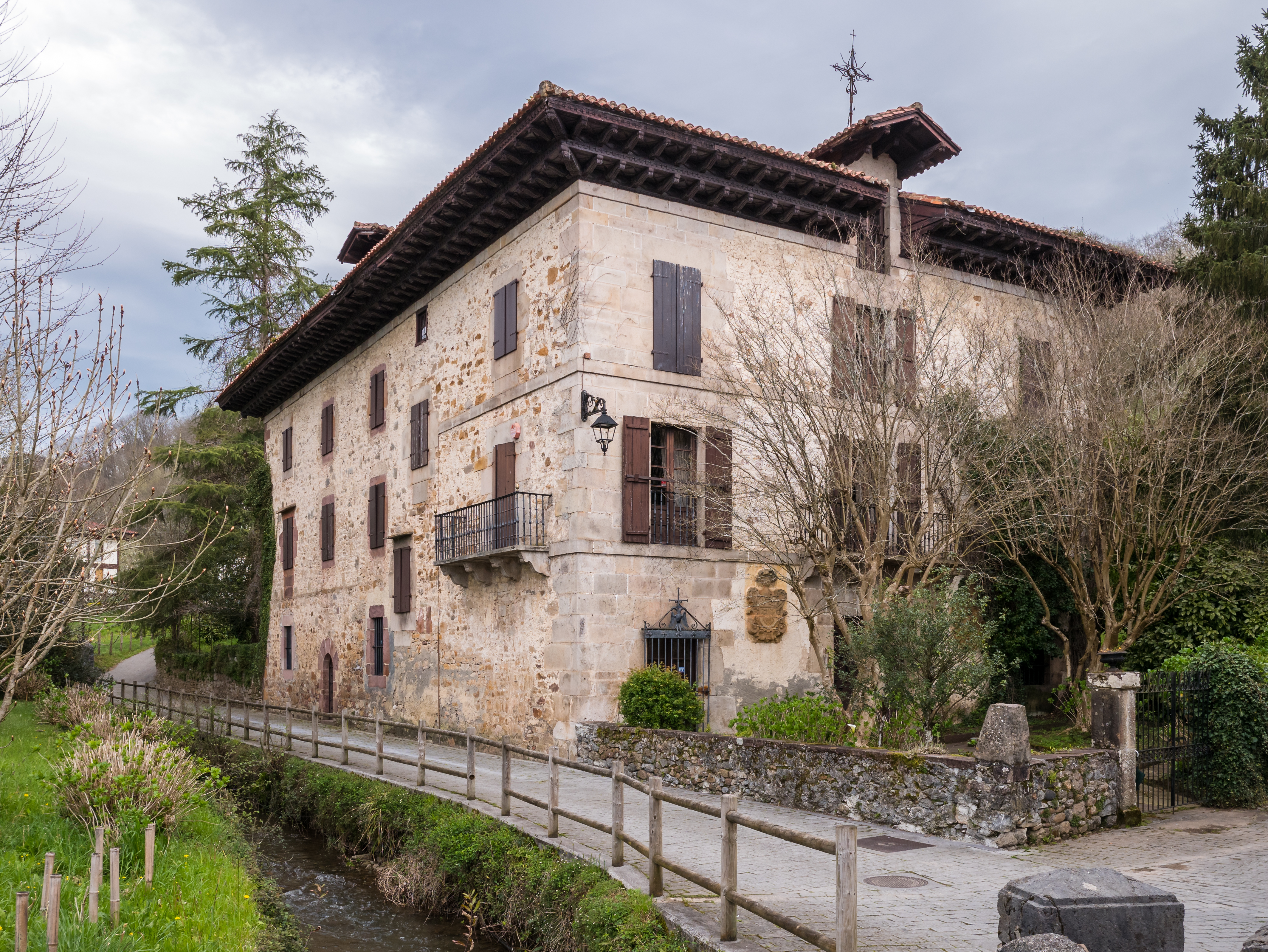
« Itzea », maison familiale de la dynastie Baroja, à Bera, en Navarre.

Pío Baroja grandit au sein d'une famille aisée de Saint-Sébastien, liée au journalisme et à l'imprimerie. Son arrière-grand-père paternel, Rafael Baroja, un pharmacien de la province d’Alava, s'installa à Oyarzun et imprima le journal La Papeleta de Oyarzun ainsi que d'autres textes (proclamations, ordonnances, livrets) pendant la Guerre d'indépendance. Il se maria avec la sœur d'un autre pharmacien nommé Arrieta, et avec l'aide de ses enfants, il transféra l'imprimerie à Saint-Sébastien et édita également El Liberal Guipuzcoano ainsi que quelques numéros de La Gaceta de Bayona, dirigée par le célèbre journaliste et écrivain Sebastián de Miñano depuis la France.
Son grand-père paternel du même nom, Pío Baroja, outre son aide à son père pour l'édition du journal El Liberal Guipuzcoano (1820-1823) pendant le Triennat libéral, imprima l'Historia de la Revolución francesa de Thiers en douze volumes, traduite par le susmentionné Sebastián de Miñano y Bedoya. Lui et son frère Ignacio Ramón poursuivirent l'activité d'imprimerie et un fils de ce dernier, Ricardo, l'oncle du romancier, devint par la suite éditeur et homme à tout faire du journal El Urumea de Saint-Sébastien.
La mère de Pío Baroja, Andrea Carmen Francisca Nessi Goñi, est née à Madrid (1849) et était issue d'une famille italienne originaire de la ville de Côme, au bord du lac du même nom, les Nessi, à qui l'écrivain doit son deuxième nom de famille. À la suite de la mort soudaine de son père, sa mère l'emmena à Saint-Sébastien pour être éduqué par son grand-oncle Justo Goñi, et cette branche maternelle des Goñi était liée à la navigation, ce qui influença la narration ultérieure de Baroja, par exemple dans sa deuxième tétralogie romanesque, El mar (La Mer).
Son père, José Mauricio Serafín Baroja Zornoza, était un ingénieur des mines au service de l'État. C'était un homme inquiet et aux idées libérales, qui exerçait occasionnellement le journalisme. Sa profession d'ingénieur des mines a entraîné sa famille à déménager fréquemment à travers l'Espagne. Son premier nom de famille, Baroja, provient du nom du village alavais homonyme (mentionné sous le nom de Barolha en 1025), situé dans la municipalité actuelle de Peñacerrada. L'étymologie exacte du nom est incertaine, mais il pourrait contenir l'élément basque ol(h)a, qui signifie « cabane » ou « baraque ». Dans ses Memorias, Pío Baroja propose une étymologie possible du nom selon laquelle Baroja serait une aphérèse de ibar hotza, qui signifie « vallée froide » ou « rivière froide » en basque. Il pourrait également s'agir d'une contraction du nom de famille castillan Bar(barr)oja.
Pío Baroja était le troisième de quatre frères et sœur : l'aîné Darío, né à Riotinto, est décédé jeune en 1894 de la tuberculose ; Ricardo, qui deviendrait lui aussi écrivain et un important graveur, est principalement connu pour ses magnifiques eaux-fortes ; et Pío, le plus jeune frère, qui abandonna la profession de médecin pour devenir romancier vers 1896 ; plus tard naquit leur sœur, Carmen, qui devint la compagne inséparable du romancier et l'épouse du futur éditeur de son frère, Rafael Caro Raggio, et elle-même écrivaine occasionnelle. Il est possible qu'un cinquième frère, César, soit né et soit décédé très jeune. La relation étroite avec ses frères et sœur perdura jusqu'à la fin de ses jours.

### Enfance
Baroja naît dans la ville de Saint-Sébastien (San Sebastián) le 28 décembre 1872 (jour des Saints Innocents) au numéro six de la rue Oquendo. C'était la maison que sa grand-mère paternelle, Concepción Zornoza, avait construite. Il a deux frères aînés, Darío, plus âgé de trois ans, et Ricardo, de deux ans. En raison du bombardement de San Sebastián par les carlistes qui les assiégeaient (décrit par Miguel de Unamuno dans son roman Paz en la guerra), la famille déménagea dans une villa sur la promenade de la Concha. Mais en 1879, lorsque Baroja avait à peine sept ans, ils déménagèrent tous à Madrid, à la rue Fuencarral, près de la zone de l'era del Mico, entre les ronds-points de Bilbao et Quevedo, un espace qui marqua son enfance madrilène. Son père travaillait à l'Institut géographique et statistique de Madrid, et en quelques années, ils déménagèrent à nouveau dans la rue voisine d'Espíritu Santo. Pendant cette période, Baroja put observer les personnages madrilènes de l'époque : les porteurs d'eau originaires des Asturies, les soldats qui remplissaient les rues revenant de la guerre de Cuba, les concierges, les divers voyageurs...
À cette époque, son père fréquentait les cercles littéraires des cafés qui proliféraient autour de la Puerta del Sol, et certains écrivains et poètes de l'époque furent invités à la maison de la rue Espíritu Santo. Mais une nouvelle affectation de son père obligea la famille à déménager à Pampelune, en Navarre. Baroja et Ricardo durent s'adapter à un nouvel institut ; Darío, l'aîné, fut moins perturbé par ces changements. Ricardo commença alors à s'intéresser à la peinture, et Pío devint un lecteur vorace, non seulement de la littérature contemporaine, mais aussi de romans-feuilletons et de classiques pour la jeunesse tels que Robert Louis Stevenson, Jules Verne, Thomas Mayne-Reid et Daniel Defoe. En 1884, leur petite sœur Carmen naquit, alors que Pío avait déjà douze ans. Cet événement est important : Baroja a déclaré que son "fond sentimental" s'est formé entre douze et vingt-deux ans. Une femme parmi trois garçons plus âgés. Certes, la période à Pampelune a laissé des traces en lui,,car le grand-père Justo Goñi a ouvert une auberge dans l'appartement du même immeuble où vivait la famille, ce qui lui a permis de voir défiler dans le local des toreros, des compagnies de marionnettes, des chanteurs, des écrivains... Un paysage humain hétéroclite et foisonnant qui rappelle les romans surpeuplés qu'il finira par écrire. L'atmosphère de Pampelune à la fin du XIXe siècle a offert de nombreuses aventures aux membres de la famille Baroja, ainsi qu'à l'adolescence de Pío.
Le goût de Serafín pour les déplacements le conduit à accepter à nouveau un poste à Bilbao, mais la majeure partie de la famille est revenue à Madrid en 1886 grâce à l'intervention de la mère, fatiguée de tant de déménagements. L'argument maternel était que les enfants pourraient y poursuivre leurs études universitaires dans la capitale. Serafín, le père, rendait périodiquement visite à sa famille à Madrid et à San Sebastián pour entretenir les amitiés d'enfance. Au cours de cette deuxième période à Madrid, la famille résidait dans une grande maison appartenant à doña Juana Nessi, épouse de l'entrepreneur aragonais Matías Lacasa, dans la rue Misericordia, près du monastère des Descalzas Reales qui était autrefois une "maison de chapelains". La rue où ils résidaient grâce à l'hospitalité de Juana Nessi ne comportait qu'un seul numéro et était proche de la Puerta del Sol et du théâtre de Capellanes (également appelé Teatro Cómico) aujourd'hui disparu, ainsi que de l'Hôpital de la Misericordia. La résidence madrilène des Baroja se trouvait à cette époque au cœur de la société madrilène florissante de la fin du XIXe siècle. Baroja reviendra dans cette maison de la rue Capellanes quelques années plus tard, lors de sa période prolifique d'écrivain.
Darío et Pío commencent à fréquenter une académie préparatoire pour entrer à l'École polytechnique récemment fondée. Baroja obtient son diplôme de fin d'études au lycée San Isidro, où il a rencontré Pedro Riudavets, avec qui il a eu de longues conversations que Pío a ensuite incluses dans Las aventuras de Silvestre Paradox. Après avoir passé l'examen de fin d'études, Pío a décidé d'étudier la médecine et a entamé les préparatifs correspondants. Jusqu'au dernier instant, il était indécis quant à l'option entre la médecine et la pharmacie. Aux examens finaux, il réussit toutes les matières, sauf la chimie.
Pendant les étés, pour échapper à la chaleur de Madrid, la famille avait l'habitude de se retrouver à Saint-Sébastien, et Baroja réussit à valider en septembre la matière qui lui manquait pour entrer à la faculté. La famille déménage dans la rue Atocha, près de l'École de chirurgie de San Carlos, lorsque le père est muté à Madrid à nouveau. Pendant cette période, Pío commence à assister aux réunions dans les cafés et à mener une vie sociale en rencontrant des écrivains et des artistes chez son ami Carlos Venero. Cet environnement réussit à stimuler l'essence d'écrivain de Baroja. Certains de ces amis seront ses futurs camarades de la faculté de San Carlos.

### Formation académique
En tant qu'étudiant en médecine, il ne se distingue pas, plus par manque d'intérêt que de talent. Déjà à cette époque, on peut percevoir son caractère hypercritique et mécontent ; aucune profession ne l'attire, seule l'écriture ne lui déplaît pas. Pendant son stage à l'Hôpital de San Juan de Dios, à celui de San Carlos et à l'Hôpital Général, il découvre son indifférence envers la profession médicale. C'est pendant cette période d'études qu'il commence à écrire des récits courts. Les réunions chez Carlos Venero stimulent ses premiers écrits et il commence à esquisser deux de ses futurs romans : Camino de perfección et Las aventuras de Silvestre Paradox.
Au cours de sa quatrième année d'études, il a comme professeurs à San Carlos José de Letamendi et Benito Hernando y Espinosa, mais il a la malchance de n'être apprécié par aucun d'entre eux. Les affrontements publics en classe sont fréquents et les deux professeurs s'emploient à entraver sa carrière. Pío Baroja offre dans les premiers chapitres de son roman en partie autobiographique, El árbol de la ciencia, un tableau pittoresque de ces problèmes et de la vie universitaire décadente de Madrid à l'époque. À cette époque, son père se voit offrir un poste à Valence, ce qui contraint une fois de plus toute la famille à déménager. Cependant, les frères peuvent poursuivre leurs études dans cette nouvelle ville, même si Baroja quitte Madrid avec le moral au plus bas en raison des affrontements avec les deux professeurs. Ils s'installent d'abord rue Cirilo Amorós, un peu éloignée du centre de Valence, mais ils résolvent ce problème en déménageant à nouveau dans la petite rue Navellós, adjacente à la cathédrale. Malheureusement, Darío commence à présenter des symptômes de tuberculose, ce qui suscite la consternation de toute la famille et affecte profondément l'écrivain, comme en témoigne son roman El árbol de la ciencia, où Darío apparaît sous le nom du frère tuberculeux du protagoniste Andrés Hurtado, Luisito.
Pío poursuit ses études de médecine à Valence, mais il échoue à l'examen de Pathologie générale d'un de ses professeurs de cette nouvelle période, Enrique Slocker de la Rosa, disciple de Letamendi. Pío se rend fréquemment à l'Hôpital Général Universitaire et se concentre sur la conclusion de ses études le plus rapidement possible. Cependant, bien qu'il ait réussi les matières théoriques, les professeurs le critiquent ironiquement lors des examens pour son manque de dévouement à la pratique. Il obtient enfin son diplôme à Valence, mais part à Madrid pour obtenir son doctorat le plus rapidement possible. Pendant cette période, il entame sa carrière journalistique en écrivant des articles pour La Unión Liberal (première phase 1889-1890) de Saint-Sébastien, ainsi que pour certains journaux madrilènes tels que La Justicia. Son frère Darío décède pendant les fêtes de Noël de 1894 et la mélancolie et le chagrin amènent la famille à déménager dans une maison à Burjasot pour échapper à la ville, un lieu de résidence que Pío décrira plus tard dans El árbol de la ciencia.
Baroja se concentre sur son doctorat dans le but de ne pas prolonger ses études et finalement, en 1896, il présente sa thèse intitulée El dolor, estudio de psicofísica (La douleur, étude de psychophysique). Sa thèse est défendue devant un jury de professeurs de San Carlos. Il retourne à Valence et apprend qu'il y a un poste vacant de médecin rural à Cestona, en Guipúzcoa. Bien que Baroja affirme dans ses mémoires avoir été le seul candidat, les registres de la mairie indiquent qu'il y avait un autre candidat nommé Diego. La connaissance de la langue basque était une exigence nécessaire qui aurait pu influencer la décision.
Baroja commence à exercer la médecine en tant que médecin de campagne. Sa sœur Carmen et sa mère déménagent à Cestona lorsque Baroja s'installe dans une grande maison. Là-bas, Baroja se rend dans les fermes en voiture à cheval, sans presque aucun repos. La vie de médecin rural est pénible et très mal rémunérée. Un événement va changer sa vie : son père est nommé chef des mines de la province de Guipúzcoa, avec résidence à Saint-Sébastien. Baroja quitte définitivement son poste à Cestona, laissant une réputation (justifiée ou non) de personne problématique. Il a eu quelques différends avec le médecin plus âgé, le maire, le curé et la faction catholique du village, qui l'accusaient de travailler le dimanche dans son jardin et de ne pas aller à la messe, car il était en effet agnostique. Il n'a jamais sympathisé avec l'Église depuis son enfance, comme il le raconte dans l'une de ses autobiographies, Juventud, egolatría. Après moins d'un an d'activité médicale, Baroja obtient un poste à Zarauz, mais finit par l'abandonner.

### Carrière littéraire
Après son expérience interrompue en tant que médecin rural, Baroja décide de retourner dans l'effervescente Madrid ; son frère Ricardo dirigeait une boulangerie (Viena Capellanes) que leur tante maternelle Juana Nessi leur avait léguée après la mort de son mari, et Ricardo lui avait écrit depuis Madrid qu'il en avait assez et voulait quitter l'entreprise. Baroja décide alors de prendre lui-même les rênes de la boulangerie près du monastère des Descalzas Reales, ancienne maison de la famille (près de la place de Celenque). On faisait des plaisanteries sur sa situation professionnelle qui ne lui plaisaient guère : "Es un escritor de mucha miga, Baroja"(Baroja est un écrivain qui a beaucoup de mie) - dit de lui Rubén Darío à un journaliste. À quoi l'écrivain répondit : "También Darío es escritor de mucha pluma: se nota que es indio"(Darío aussi est un écrivain qui a beaucoup de plume : on voit bien qu'il est indien.)
Installé à Madrid, il commence à collaborer avec des journaux et des revues, sympathisant avec les doctrines sociales anarchistes, mais sans s'engager ouvertement dans aucune d'entre elles. Comme son contemporain Miguel de Unamuno, il abhorre le nationalisme basque, contre lequel il écrit sa satire "Momentum catastrophicum".
L'intervention de Baroja dans la boulangerie de Viena Capellanes attire l'hostilité des membres de la famille de Matías Lacasa. À cela s'ajoutent les problèmes avec les employés de la boulangerie et les luttes avec la guilde. Tout cet environnement fait de la gestion de la boulangerie l'une des affaires les moins heureuses de Baroja. Malgré tout, pendant cette période à la boulangerie, travaillant dans l'atelier, il fait la connaissance de personnages curieux qui nourriront certains de ses romans (comme Silvestre Paradox et la trilogie La lucha por la vida). C'est une époque où l'on entend dans les rues des nouvelles de la guerre hispano-américaine, qui déchaîne des passions opposées. Baroja lit avidement pendant de longues heures derrière le comptoir. Pendant les mois d'été, Pío va voir les pièces de théâtre jouées dans les jardins du parc du Retiro à Madrid. Une fois que sa mère et sa sœur Carmen reviennent vivre auprès de Baroja à Madrid, peu de temps après leur retour, leur tante Juana Nessi décède. Les Baroja s'installent dans la maison et ferment définitivement la boulangerie de Capellanes. Ce séjour à Madrid coïncide avec l'essor du modernisme et d'une bohème littéraire plus ou moins pittoresque.
La passion pour la littérature qui est née pendant son adolescence s'intensifie au cours de longues périodes derrière le comptoir de la boulangerie, où il lit avidement la philosophie allemande, d'Emmanuel Kant à Arthur Schopenhauer, finissant par se tourner vers le pessimisme de ce dernier. Son cher ami suisse, le traducteur et hispaniste Paul Schmitz, l'introduira plus tard à la philosophie de Nietzsche. Ainsi, Baroja se rapproche de plus en plus du milieu littéraire. Il noue une amitié particulière avec l'anarchiste José Martínez Ruiz, plus connu sous le nom d'Azorín. De la même manière, il cultive l'amitié de Maeztu. Avec lui et Azorín, ils forment pendant une courte période le Groupe des Trois. En 1898, l'animateur de cercles littéraires Luis Ruiz Contreras lui rend visite à plusieurs reprises pour lui demander d'écrire dans la Revista Nueva, ce à quoi Baroja, après avoir rédigé quelques articles, finit par renoncer.

#### Période de voyages
En 1899, Baroja réalise le premier de ses nombreux voyages à travers l'Europe. Il se rend à Paris, emportant dans ses bagages des idées pour son premier roman. Là-bas, il assiste à la vie, aux coutumes et aux passions des Français. Il fréquente la vie nocturne des cabarets et vit passionnément les événements de l'affaire Dreyfus. Il fréquente également les frères Machado, en particulier Antonio. Sa figure se définit déjà avec les traits qui le caractériseront dans le futur : barbe taillée, chauve, yeux expressifs et le célèbre béret basque. De retour à Madrid, il effectue de fréquentes excursions dans la Sierra de Guadarrama et au monastère de Santa María de El Paular. Lors d'une de ces excursions dans la montagne madrilène, il fait la connaissance de son ami suisse, hispaniste, écrivain et traducteur de Friedrich Nietzsche en espagnol, Paul Schmitz, et entre en contact avec les idées du grand philosophe qui imprégneront une partie de son œuvre. À la fin de l'année 1900, invités lui et son ami Azorín par le journaliste Julio Burell, ils visitent Tolède, qui apparaîtra dans son roman Camino de perfección, où il consigne également l'excursion à El Paular et le personnage du Suisse, si important pour lui, sous le nom de Schulze, et à qui il fait dire ce qui suit :

Los españoles han resuelto todos esos problemas metafísicos y morales que nos preocupan a nosotros, los del Norte, en el fondo mucho menos civilizados que ustedes. Los han resuelto negándolos; es la única manera de resolverlos (Pío Baroja, Camino de perfección, cap. XIV).
De son côté, Azorín se souviendra de Baroja sous le nom d'Olaiz dans son roman La voluntad, et dira de lui qu'il "a insufflé parmi les jeunes intellectuels castillans l'amour pour Le Greco". Avec le voyageur Ciro Bayo, il réalisera également plusieurs excursions en Estrémadure et fera de la randonnée au Jutland, au Danemark. Son vagabondage actif à travers toute l'Europe occidentale (il se définissait dans Juventud, egolatría comme un "homme humble et errant") sera reflété dans ses romans ; seule l'Europe de l'Est resta en dehors de son intérêt.
Cependant, l'Espagne elle-même n'échappait pas à sa curiosité. Il la visitait régulièrement lors de nombreux voyages avec différents membres de sa famille, amis et écrivains. Il était presque toujours accompagné de ses frères Carmen et Ricardo, mais aussi de Ramiro de Maeztu, Azorín, Paul Schmitz, et même José Ortega y Gasset lors d'une sortie où ils parcoururent en voiture une grande partie de l'itinéraire du général Gómez lors de sa célèbre expédition pendant la Première Guerre carliste ; Baroja en écrira un intéressant livre de voyages. Tous ces périples au début du XXe siècle ont fécondé sa créativité romanesque et coïncident avec sa période littéraire la plus fertile : c'est là qu'il a élaboré, avec sa connaissance des milieux et des personnes, les types, les ambiances et les paysages qui peupleront ensuite ses romans.
Le périple de Baroja à travers l'Europe et l'Espagne s'étend également à la ville de Madrid où il a résidé pendant de nombreuses années. Ses impressions se reflètent abondamment dans toute son œuvre, mais surtout dans la trilogie La lucha por la vida, un large tableau des milieux modestes et marginaux de la capitale. En réalité, il était une sorte de deuxième Galdós par sa connaissance des coins les plus reculés de la capitale espagnole, bien que, contrairement au narrateur canarien, Baroja n'éprouve ni complaisance ni complicité envers ce qu'il reflète, mais critique avec acrimonie quand il le faut, ne montrant que difficilement son lyrisme, aussi intense que rare. Parmi ses compagnons de promenade (appelés "desgastaaceras"), Valle-Inclán était le plus fréquent, car son ami le plus proche à l'époque, Azorín, n'aimait pas marcher. Les arrêts dans les cafés Fornos de la calle de Alcalá étaient fréquents, tout comme au Lyon d'Or. Les écrivains et les acteurs de théâtre de l'époque avaient l'habitude de fréquenter leurs tertulias.
Au début du XXe siècle (1903), il se rendit à Tanger en tant que journaliste correspondant pour le journal El Globo, basé à Madrid. Il voyagea ensuite dans toute l'Europe (il résida plusieurs fois à Paris en 1906 avec sa sœur Carmen, où il rencontra Corpus Barga et le bohème Francisco Iribarne, alias "Ibarra", qui le dépouilla sans pitié. Il passa quelque temps à Londres en 1906, et visita l'Italie (il était à Rome en 1907), la Belgique, la Suisse, l'Allemagne, la Norvège, les Pays-Bas et le Danemark. En 1902, la famille s'installa dans la maison de la rue Juan Álvarez Mendizábal, dans le tout nouveau quartier d'Argüelles. La maison était un ancien hôtel qui nécessitait de nombreuses rénovations, et ils y vécurent jusqu'au décès de leur père en 1912 et le mariage de sa sœur Carmen. La maison était pleine de chats, une passion de leur mère. À partir de 1912, ils passaient leurs étés à Vera de Bidasoa.

#### Premiers romans
En 1900, il publia son premier livre, une collection de contes intitulée Vidas sombrías, dont la plupart furent écrits à Cestona et portent sur les gens de cette région ainsi que sur ses propres expériences en tant que médecin. Dans cette œuvre, on trouve les germes de toutes les obsessions qu'il reflétera dans ses romans ultérieurs. Le livre fut largement lu et commenté par des écrivains prestigieux tels que Miguel de Unamuno, qui s'en enthousiasma et souhaita rencontrer l'auteur ; ainsi que son ami Azorín et Benito Pérez Galdós. Il a toujours nié l'existence de la "Génération de 98", considérant que ses prétendus membres manquaient d'affinités et similitudes nécessaires. La même année, il publia son premier roman : La casa de Aizgorri, marquant ainsi le début de sa carrière d'écrivain et d'essayiste.
En tant qu'amateur de livres rares, Baroja fréquentait les librairies d'occasion de la cuesta de Moyano et les bouquinistes le long de la Seine à Paris. Il constitua ainsi une bibliothèque spécialisée en occultisme, sorcellerie et histoire du XIXe siècle. Cette bibliothèque fut installée dans un vieux manoir du XVIIe siècle en mauvais état (mais de construction magnifique) qu'il acheta à Vera de Bidasoa et qu'il restaura progressivement avec beaucoup de goût. Il le transforma en la célèbre demeure d'« Itzea », où il passait ses étés avec sa famille installée à Vera del Bidasoa. Cependant, ils ne s'installèrent pas encore dans le manoir inhabitable à ce moment-là, mais dans un appartement loué. C'est là que le 15 juillet 1912, son père Serafín Baroja décéda, alors que les travaux de restauration du manoir n'avaient pas encore commencé. Après la mort de son père et les mariages de son frère et de sa sœur, Pío et sa mère se retrouvèrent seuls dans le grand manoir.
La principale contribution de Baroja à la littérature, comme il le confesse lui-même dans Desde la última vuelta del camino (ses mémoires abrégées, Ed. Tusquets, 2006), est son observation et son évaluation objectives, documentaires et psychologiques de la réalité qui l'entourait. Il avait conscience d'être une personne dotée d'une acuité psychologique particulière lorsqu'il s'agissait de connaître les gens. Le mythe de sa prétendue misogynie est infondé, car il a décrit de nombreux personnages féminins charmants sans les dénigrer. Au contraire, il s'est montré un observateur impartial de la femme avec ses qualités et ses défauts, créant des personnages féminins attachants comme celui de Lulú dans El árbol de la ciencia. De plus, dans sa description des personnages, des préjugés raciaux découlant de ses lectures des théories phrénologiques de Cesare Lombroso peuvent parfois transparaître, avec une touche anthropologique résultant de ses conversations avec son neveu, l'anthropologue Julio Caro Baroja, qui fut son assistant dans sa jeunesse et résida de longues périodes à Itzea.
Dans ses romans, Baroja reflète une philosophie réaliste originale, issue de l'observation psychologique et objective ("Voir ce qui est", comme le disait Stendhal, qu'il cite dans Juventud, egolatría, aux côtés de Dostoïevski comme l'une de ses sources pour la création de psychologies). Cette philosophie est également imprégnée du profond pessimisme d'Arthur Schopenhauer, mais prêche en quelque sorte une sorte de rédemption par l'action, dans la lignée de Friedrich Nietzsche : d'où les personnages aventuriers et vitalistes qui peuplent la plupart de ses romans, mais aussi les plus rares abouliques et désillusionnés, tels qu'Andrés Hurtado dans El árbol de la ciencia ou Fernando Ossorio dans Camino de perfección (pasión mistica), deux de ses romans les plus aboutis. En dehors de cela, son univers littéraire est imprégné des nombreuses lectures de romans-feuilletons et de livres d'aventures du XIXe siècle qui ont profondément marqué sa jeunesse dans le Madrid bohème et du genre chico du début du XXe siècle.
Il décrit la réalité politique de ces premières années du XXe siècle en accordant une attention particulière aux idées anarchistes qui parsèment toujours son œuvre. Son roman Aurora Roja, qui fait partie de La lucha por la vida, est consacré aux efforts anarchistes. Dans El cabo de las tormentas, il décrit l'assassinat du cardinal Juan Soldevila. Dans son roman La familia de Errotacho, il décrit l'euphorie de l'exil et dresse un portrait de Francisco Ascaso.

### Activité politique
La vie politique de Baroja montre une grande incohérence, tout comme d'autres aspects de la vie de l'écrivain, mais on peut y déceler une évolution vers le conservatisme similaire à celle d'autres auteurs de la Génération de 98, tels que Azorín ou Miguel de Unamuno (mais pas comme Antonio Machado ou Ramón María del Valle-Inclán). Les périodes anarchistes et républicaines se situent au début de sa carrière, tandis que les périodes totalitaires apparaissent à la fin. Toutes ces périodes se reflètent dans l'œuvre journalistique de Baroja. En 1933, il rend visite à Buenaventura Durruti et à d'autres militants anarchistes dans la prison de Séville, après quoi il écrit : "En sortant de la prison, je pensais : - Qui sait si ce que ces hommes prônent, au lieu d'être l'utopie du futur, ne serait pas en Andalousie quelque chose d'ancestral et de traditionnel !".
Il réussit à échapper au service militaire de la manière qu'il raconte dans Juventud egolatría. Au cours de sa première période de bohème à Madrid, il est en contact avec des anarchistes espagnols tels que Mateo Morral, dont il s'inspire pour sa trilogie La raza, basée sur son attentat contre Alphonse XIII. Il est également en contact avec des anarchistes lors de son séjour à Londres. Il se rallie ensuite au Parti Républicain Radical (PRR) d'Alejandro Lerroux. Il participe activement aux campagnes électorales, en prononçant des discours à Barcelone. Poussé par Azorín, il tente de se lancer en politique lors des élections générales espagnoles de 1914, se présentant comme conseiller municipal à Madrid et député de Fraga, mais il échoue. Lorsque Azorín se rapproche du parti d'Antonio Maura, leur ancienne amitié est rompue. Le gouvernement du Parti libéral-conservateur d'Eduardo Dato lui déplaît.
Le 23 septembre 1923 a lieu le coup d'État de Primo de Rivera, mais Baroja ne semble pas s'intéresser à l'événement. Peu de temps après, lors d'une conférence à l'Ateneo de Saint Sébastien, il s'en prend à la démocratie libérale, bien qu'il n'ait jamais abandonné ses convictions anticléricales. Curieusement, il cofonde le 11 février 1933 l'Association des Amis de l'Union soviétique aux côtés d'autres auteurs non marxistes tels que Concha Espina et Jacinto Benavente, qui se rallieront ensuite au régime franquiste. Dans une interview accordée à Juan Aparicio López dans la revue jonsiste La Conquista del Estado, fondée par Ramiro Ledesma Ramos, il critique l'avènement de la Deuxième République.
Le 13 mai 1935, il est admis à la Real Academia Española ; le président de la République, Niceto Alcalá-Zamora, préside la cérémonie d'accueil du nouvel académicien. Lors de l'événement, Baroja prononce son discours d'admission intitulé "Formation psychologique d'un écrivain", d'une durée d'une heure et quart. Après le discours, Alcalá-Zamora donne la parole au docteur Marañón, qui répond au nouvel académicien. Finalement, le président de la République remet la médaille d'académicien à Baroja, sous les applaudissements du public.
Le 7 septembre 1935, Carmen Nessi, la mère de Baroja, décède à son domicile de Vera.
En 1938, pendant la guerre civile, la maison d'édition de Valladolid Editorial Reconquista publie Comunistas, judíos y demás ralea (1938), une sélection de textes de Baroja non éditée directement par lui, revendiquant des positions antisémites, antiparlementaires, antidémocratiques et anticomunistes, avec une préface d'Ernesto Giménez Caballero qui a qualifié l'auteur de "précurseur espagnol du fascisme". Pío Baroja a publié Ayer y hoy en 1939. La pensée de Baroja pendant cette période se cristallise dans trois romans où l'action se déroule, en partie ou totalement, pendant la guerre civile espagnole.

#### Guerre civile: exil intermittent
Il préfère le climat, la lumière, les paysages et la végétation du nord de l'Espagne, c'est pourquoi il choisit la Navarre pour passer ses vacances en 1936. Le 22 juillet 1936, il est arrêté par les forces carlistes (Requetés) qui se rendaient de Pampelune à Guipúzcoa, et retenu dans le village voisin de Santesteban ; cette expérience l'effraie beaucoup. Il est libéré de la prison municipale grâce à l'intervention de Carlos Martínez de Campos y Serrano, duc de la Torre (qui deviendra plus tard le précepteur du prince d'Espagne, Juan Carlos). De retour à Vera, Baroja décide d'éviter les problèmes et de se rendre à pied à la proche frontière de la France. Après avoir traversé la frontière en voiture, il s'installe d'abord à Saint-Jean-de-Luz, puis à Paris, au Collège d'Espagne de la Cité Universitaire, grâce à l'hospitalité offerte par le directeur de cet établissement, M. Establier (hospitalité qui est vivement reprochée au directeur par l'ambassadeur de la République en France, Luis Araquistáin, qui fait, personnellement et par l'intermédiaire de son épouse, de multiples démarches auprès du directeur Establier pour expulser Baroja de son logement, démarches qui, grâce à la courtoisie de ce dernier, n'ont aucun résultat).
En raison des démarches entreprises par le professeur Manuel García Morente, Baroja se voit accorder un sauf-conduit pour accéder à l'Espagne nationale. Le 13 septembre 1937, après un an d'exil, il retourne en Espagne et traverse le pont international d'Irun. Il vit à Vera et se montre peu. En janvier 1938, il est invité à Salamanque pour prêter serment en tant que membre de l'Institut d'Espagne nouvellement créé et pour gérer la publication d'articles journalistiques très critiques envers la République en général et les politiciens républicains (comme le célèbre Una explicación, publié dans le Diario de Navarra, le 1er septembre 1936).
Il retourne à Paris et entame une série de voyages aller-retour en Espagne jusqu'à la fin de la guerre. À l'approche de l'année 1939, à Paris, l'imminence d'un affrontement est annoncée. Il retourne définitivement en Espagne en juin 1940. La même année, il revient dans un Madrid d'après-guerre. Dans La soledad de Pío Baroja (1953), Pío Caro raconte la vie de la famille pendant la période allant de 1940 à 1950.

#### Après-guerre
D'une certaine manière, sa meilleure littérature se termine avec la guerre, à l'exception de la composition de ses mémoires, Desde la última vuelta del camino, l'un des meilleurs exemples d'autobiographie en langue espagnole. Après la guerre civile, il réside encore pendant une courte période en France, puis s'établit finalement entre Madrid et Vera de Bidasoa. Il continue d'écrire et de publier des romans, ses mémoires (qui connaissent un grand succès) et une édition de ses œuvres complètes. Il rencontre quelques problèmes avec la censure, qui ne lui permet pas de publier son roman sur la guerre civile, Miserias de la guerra, ni sa suite, Los caprichos de la suerte. Le premier sera publié en 2006, dans une édition de l'écrivain Miguel Sánchez-Ostiz, précédé, entre autres titres, par Libertad frente a sumisión en 2001. Il tient chez lui à Madrid une table ronde teintée de scepticisme (à laquelle participent diverses personnalités, dont des romanciers tels que Camilo José Cela, Juan Benet et d'autres).
Son petit hôtel de la rue Mendizábal - parallèle à la rue de la Princesse, près de la place d'Espagne - a été détruit par une bombe du camp rebelle pendant la guerre civile, ce qui a entraîné la perte de nombreux documents précieux qui y étaient archivés. Après la fin du conflit, il déménage dans la rue Ruiz de Alarcón, près de la Bourse.
Toute sa vie, il fut un grand marcheur, ayant parcouru Madrid et ses environs dans sa jeunesse, comme le reflète sa trilogie La lucha por la vida (La busca, Mala hierba et Aurora roja). Dans ses dernières années, il aimait se promener dans le parc du Buen Retiro de Madrid, où une statue a été érigée en sa mémoire (à l'intersection de la Cuesta de Moyano et d'Alfonso XII). Il n'a jamais été marié et n'a laissé aucune descendance.
Sa sœur Carmen décède en 1949 et son frère Ricardo en 1953. Progressivement affecté par l'artériosclérose, il décède en 1956 et est enterré au Cimetière Civil de Madrid (à côté de celui de La Almudena) en tant qu'athée, ce qui suscite un grand scandale dans l'Espagne officielle, malgré les pressions exercées sur son neveu, l'anthropologue Julio Caro Baroja, pour qu'il renonce à la volonté de son oncle. Néanmoins, le ministre de l'Éducation nationale de l'époque, Jesús Rubio García-Mina, assiste aux funérailles en tant que tel. Son cercueil est porté par Camilo José Cela et Miguel Pérez Ferrero, entre autres. Ernest Hemingway assiste à l'enterrement et John Dos Passos déclare son admiration et sa dette envers l'écrivain.
Des controverses subsistent encore entre les biographes de Pío Baroja et certains membres de sa famille concernant divers aspects de sa personnalité et de son œuvre.

#### Décès
Il meurt le 30 octobre 1956 à Madrid, ville où il sera enterré. De nombreux écrivains et personnalités publiques assistent à la cérémonie.

## Œuvres
Baroja a principalement cultivé le genre narratif, mais il s'est également souvent approché de l'essai, et plus occasionnellement du théâtre, de la poésie (Canciones del suburbio) et de la biographie. Il a contribué au livret d'une opérette écrite par le musicien Pablo Sorozábal intitulée Adiós a la bohemia (créée au théâtre Calderón en 1933).
Il écrit son premier livre, Vidas sombrías, en 1900. Cette même année il publie La casa de Aizgorri, un roman qui formera, avec El mayorazgo de Labraz (écrit en 1903) et Zalacaín el aventurero (écrit en 1909) la trilogie Tierra vasca.
Cette époque est très prolifique pour l’auteur, car il publie plus de livres tandis qu’il écrit Tierra vasca.
Pendant toute sa vie il écrit de nombreuses trilogies et aussi des articles, des essais, des contes et d’autres genres littéraires.
Parmi ses livres, les plus connus sont Zalacain el Aventurero (1909), El árbol de la ciencia, écrit en 1911 et ses mémoires Desde la última vuelta del camino (écrit en 1949).
Bien que ses œuvres aient été écrites en castillan, la langue basque est présente dans plusieurs livres, des interviews, des phrases ou des références croisées. En 1995, il reçoit le prix Argizaiola à titre posthume au Salon du livre et du disque basques de Durango.

### Œuvre narrative
L'auteur lui-même a regroupé ses romans, un peu arbitrairement, en neuf trilogies et deux tétralogies, bien qu'il soit difficile de distinguer dans certaines d'entre elles quels éléments peuvent avoir en commun: Tierra vasca, La lucha por la vida, El pasado, El mar, La raza, Las ciudades, Agonías de nuestro tiempo, La selva oscura, La juventud perdida et La vida fantástica. Saturnales est thématiquement lié à la Guerre civile et est resté inédit en raison de la censure franquiste, les deux derniers romans de la série étant publiés au XXIe siècle.
- Tierra vasca est une tétralogie qui regroupe La casa de Aizgorri (1900), El mayorazgo de Labraz (1903), Zalacaín el aventurero (1908) et La leyenda de Jaun de Alzate (1922)[39].
- La vida fantástica est composée de Aventuras, inventos y mixtificaciones de Silvestre Paradox (1901), Camino de perfección (pasión mística) (1902) et Paradox rey (1906).
- La lucha por la vida intègre La busca (1904), Mala hierba (1904) et Aurora roja (1904).
- El pasado se compose de La feria de los discretos (1905), Los últimos románticos (1906) et Las tragedias grotescas (1907).
- La raza est formée de La dama errante (1908), La ciudad de la niebla (1909) et El árbol de la ciencia (1911).
- Las ciudades regroupe César o nada (1910), El mundo es ansí (1912) et La sensualidad pervertida: ensayos amorosos de un hombre ingenuo en una época de decadencia (1920).
- El mar est sa deuxième tétralogie : elle comprend Las inquietudes de Shanti Andía (1911), El laberinto de las sirenas (1923), Los pilotos de altura (1929) et La estrella del capitán Chimista (1930).
- Agonías de nuestro tiempo rassemble El gran torbellino del mundo (1926), Las veleidades de la fortuna (1927) et Los amores tardíos (1926).
- La selva oscura comprend La familia de Errotacho (1932), El cabo de las tormentas (1932) et Los visionarios (1932).
- La juventud perdida réunit Las noches del Buen Retiro (1934), El cura de Monleón (1936) et Locuras de carnaval (1937).
- Saturnales, la dernière, regroupe El cantor vagabundo (1950), Miserias de la guerra (2006) et Los caprichos de la suerte (2015)[40].

Une série de romans de la dernière période de la vie de l'écrivain n'a pas été regroupée en trilogies et est généralement appelée "novelas sueltas" car l'auteur n'a pas pu écrire ceux qui manquaient en raison de la vieillesse et de la censure (en particulier ceux qui traitaient de la Guerre civile), notamment : Susana y los cazadores de moscas (1938), Laura o la soledad sin remedio (1939), Ayer y hoy (publié au Chili en 1939), El caballero de Erlaiz (1943), El puente de las ánimas (1944), El hotel del Cisne (1946) et El cantor vagabundo (1950).
El hotel del Cisne serait le premier volet d'une autre trilogie inachevée appelée Días aciagos. En ce qui concerne Saturnales, une trilogie sur la Guerre civile, il a réussi à l'écrire intégralement, mais la censure franquiste a empêché la publication de deux des romans qui la composaient ; l'avènement de la démocratie a permis leur impression ; il s'agit de Miserias de la guerra (2006) et Los caprichos de la suerte (2015).
Entre 1913 et 1935, sont parus les vingt-deux volumes d'un long roman historique, Memorias de un hombre de acción, basé sur la vie d'un de ses ancêtres, le conspirateur et aventurier libéral et franc-maçon Eugenio de Aviraneta (1792-1872), à travers lequel il reflète les événements les plus importants de l'histoire espagnole du XIXe siècle, de la Guerre d'Indépendance à la régence de María Cristina, en passant par le tumultueux règne de Ferdinand VII. Il constitue une vaste série de romans historiques comparables aux Episodios nacionales de Benito Pérez Galdós et couvre à peu près la même période historique, bien que l'écrivain canarien ait écrit près du double de romans par rapport à l'écrivain basque. Baroja s'est documenté avec autant de rigueur que Galdós lui-même, bien que son style soit beaucoup plus impressionniste. Les volumes de la série sont les suivants : El aprendiz de conspirador (1913), El escuadrón del "Brigante" (1913), Los caminos del mundo (1914), Con la pluma y con el sable (1915), qui raconte la période où Aviraneta était conseiller municipal d'Aranda de Duero, Los recursos de la astucia (1915), La ruta del aventurero (1916), Los contrastes de la vida (1920), La veleta de Gastizar (1918), Los caudillos de 1830 (1918), La Isabelina (1919), El sabor de la venganza (1921), Las furias (1921), El amor, el dandysmo y la intriga (1922), Las figuras de cera (1924), La nave de los locos (1925, dans lequel il se défend des critiques sur sa façon de raconter formulées par José Ortega y Gasset dans El Espectador), Las mascaradas sangrientas (1927), Humano enigma (1928), La senda dolorosa (1928), Los confidentes audaces (1930), La venta de Mirambel (1931), Crónica escandalosa (1935) et Desde el principio hasta el fin (1935).
En 1938, il publie chez l'éditeur Reconquista Comunistas, judíos y demás ralea, un livre composé de fragments d'œuvres et d'articles antérieurs à 1936, mais également contemporains de la Guerre civile, où il se montre hostile à la démocratie et à la politique en général.
Baroja a également publié des contes, d'abord rassemblés dans Vidas sombrías (1900), puis dans Idilios vascos (1902). De plus, il était un habitué du genre mémorialiste et autobiographique (Juventud, egolatría, 1917 et les huit volumes de Desde la última vuelta del camino, composés de El escritor según él y según los críticos, 1944; Familia, infancia y juventud, 1945; Final de siglo XIX y principios del XX, 1946; Galería de tipos de la época, 1947; La intuición y el estilo, 1948; Reportajes, 1948; Bagatelas de otoño, 1949; et La Guerra civil en la frontera, (2005). Il a également rédigé deux biographies : Juan van Halen, el oficial aventurero (1933) et Aviraneta o la vida de un conspirador (1931) ; des essais tels que El tablado de Arlequín (1904), La caverna del humorismo (1919), Momentum catastrophicum (contre le nationalisme basque), Divagaciones apasionadas (1924), Las horas solitarias (1918), Intermedios. Vitrina pintoresca (1935), Rapsodias. Pequeños ensayos, El diablo a bajo precio, Ciudades de Italia, La obra de Pello Yarza y otras cosas, Artículos periodísticos, et quelques pièces de théâtre : Nocturnos del hermano Beltrán, Todo acaba bien... a veces, Arlequín, mancebo de botica, Chinchín, comediante et El horroroso crimen de Peñaranda del Campo.

### Techniques narratives et style
Le narrateur Baroja croyait que l'art était insuffisant pour refléter ce qui lui importait le plus : la vérité de la vie ; sa représentation littéraire, si elle était véritablement sincère, devait susciter la même insatisfaction que celle provoquée par la vie elle-même. C'est pourquoi, comme Miguel de Unamuno, il avait une idée vivante et protéiforme de ce qu'était le roman:
¿Hay un tipo único de novela? Yo creo que no. La novela, hoy por hoy, es un género multiforme, proteico, en formación, en fermentación; lo abarca todo: el libro filosófico, el libro psicológico, la aventura, la utopía, lo épico; todo absolutamente. Pensar que para tan inmensa variedad puede haber un molde único me parece dar una prueba de doctrinarismo, de dogmatismo. Si la novela fuera un género bien definido, como es un soneto, tendría una técnica también bien definida.

Pío Baroja, «Prólogo casi doctrinal sobre la novela»
Cependant, ses structures étaient beaucoup moins concentrées que celles du philosophe basque et possédaient leur propre personnalité, leur propre manière d'être, tout comme lui. Et dans le "Prólogo casi doctrinal sobre la novela" qu'il a ajouté à son livre La nave de los locos, il a répondu aux idées esquissées par José Ortega y Gasset sur sa narration. Sa conception du roman était ouverte, polyphonique, perméable et fragmentaire, car il le considérait comme un flux successif :
La novela, en general, es como la corriente de la Historia: no tiene ni principio ni fin; empieza y acaba donde se quiera. Algo parecido le ocurría al poema épico. A Don Quijote y a la Odisea, al Romancero o a Pickwick, sus respectivos autores podían lo mismo añadirles que quitarles capítulos. Claro que hay gente hábil que sabe poner diques a esa corriente de la Historia, detenerla y embalsarla y hacer estanques como el del Retiro. A algunos les agrada esa limitación; a otros nos cansa y nos fastidia.
Sa composition doit être hétérogène ("la novela es un saco en que cabe todo"). Il constituait ses œuvres comme une série d'épisodes dispersés, souvent reliés par la présence d'un personnage central conducteur au milieu de centaines de personnages épisodiques ou secondaires, ou par une série de personnages conducteurs qui se succèdent, comme dans El laberinto de las sirenas. La plupart des personnages barojianos sont des êtres inadaptés ou des anti-héros qui s'opposent à leur environnement et à la société dans laquelle ils vivent, mais impuissants et incapables de démontrer suffisamment d'énergie pour mener leur lutte jusqu'au bout, ils finissent frustrés, vaincus et détruits, parfois physiquement, souvent moralement, et par conséquent condamnés à se soumettre au système qu'ils ont rejeté. Cela se produit avec ses personnages les plus célèbres : Andrés Hurtado dans El árbol de la ciencia, qui se suicide ; Fernando Ossorio dans Camino de perfección, incapable de voir que la société impose ses illusions vaines ; César Moncada dans César o nada, dont tous les efforts en tant que politicien progressiste sont détruits lorsqu'il abandonne un instant la lutte pour s'occuper de lui-même ; ou Martín Zalacaín dans Zalacaín el aventurero, assassiné par la famille rivale, les Obando ; ou encore Manuel, protagoniste de La lucha por la vida, qui se retrouve encore et encore jeté dans les mêmes quartiers bas misérables. Quant à la caractérisation de ses personnages, que Baroja appelle "poupées", il choisit de les décrire à travers leurs propres actions ou par les observations du narrateur lui-même, car il déteste absolument le monologue intérieur:
Me reprochan [...] que la psicología de Aviraneta y de los demás personajes míos no es clara ni suficiente, ni deja huella. Yo no sé si mis personajes tienen valor o no lo tienen, si se quedan o no en la memoria. Supongo que no, porque habiendo habido tanto novelista célebre en el siglo XIX que no ha llegado a dejar tipos claros y bien definidos, no voy a tener yo la pretensión de conseguir lo que ellos no han logrado

«Prólogo casi doctrinal sobre la novela»
À cet égard, après avoir examiné les qualités de grands psychologues de personnages tels que Stendhal et Dostoïevski, Baroja conclut qu'il est impossible de créer des caractères sans tomber dans les contradictions, car ce qui l'obsède avant tout, c'est l'authenticité et la vérité. Approfondir les personnages entraîne toujours, dans la narration, une propension à la pathologie, il n'est donc pas rare que de nombreux personnages, si on les étudie en profondeur, finissent par apparaître étranges ou perturbés, comme beaucoup dans ses romans.
Le scepticisme barojiano, son idée schopenhauerienne d'un monde dépourvu de sens et son manque de foi en l'humanité le conduisent à rejeter toute solution vitale possible, qu'elle soit religieuse, politique ou philosophique. D'autre part, cela le mène à un individualisme pessimiste marqué, sans pour autant être anarchiste. On reproche souvent à Baroja son manque d'attention à la forme d'écriture. Cela est dû à sa tendance antirhétorique, car il rejetait les longues périodes labyrinthiques des narrateurs détaillistes du réalisme, une attitude qu'il partageait avec d'autres contemporains, ainsi que son désir de créer ce qu'il appelle une "rhétorique de ton mineur", caractérisée par :
- Utilisation de phrases courtes, peu de subordination complexe et éloignement de toute imposture et académisme.
- Simplicité et économie d'expression : "El escritor que con menos palabras da una sensación es el mejor".
- Impressionnisme descriptif : sélection des traits significatifs plutôt que reproduction photographique de tous les détails, comme le font les narrateurs minutieux et documentés du réalisme.
- Ton acerbe, choix d'un lexique qui dégrade la réalité en accord avec l'attitude pessimiste de l'auteur.
- Brefs essais où l'auteur expose certaines de ses idées et intermèdes lyriques intenses.
- Rythme narratif rapide, un chronotope dilaté : l'espace et le temps de ses œuvres sont peu concentrés et parfois couvrent toute une vie, voire plusieurs générations, comme dans "El laberinto de las sirenas".
- Atomisation de la structure romanesque en chapitres très courts (probablement sous l'influence des romans feuilletons qu'il lisait dans sa jeunesse) et grande abondance de personnages secondaires, annonçant parfois le personnage ou le protagoniste collectif des romans ultérieurs tels que "La colmena" de Camilo José Cela.
- Dialogues respectueux de l'oralité et de la naturalité.
- Désir de précision et d'exactitude, caractéristiques stylistiques qui confèrent l'agrément, la dynamique et la sensation de naturel et de vie que l'écrivain visait pour ses romans.

Pío Baroja utilisait parfois un type de roman essentiellement composé de dialogues, comme dans "La casa de Aizgorri", "Paradox, rey" et "El nocturno del hermano Beltrán".

### Œuvre théâtrale
L'approche de Baroja vis-à-vis du monde du théâtre était empreinte de doutes. Il n'avait pas beaucoup d'espoir d'être représenté en raison des nombreuses exigences des directeurs de théâtre. L'une de ses premières tentatives correspond à son œuvre la plus ancienne, "La casa de Aizgorri" (1900). Cependant, il semblait toujours s'intéresser au théâtre et à tout ce qui l'entourait depuis le début de sa carrière d'écrivain : pendant un certain temps, il écrivit des critiques littéraires pour El Globo et participa même en tant qu'acteur occasionnel dans certaines pièces de l'époque et dans des films adaptant ses œuvres. Outre quelques romans dialogués de sa première période, il laissa six pièces de théâtre, un ensemble quelque peu hétérogène:
- La leyenda de Jaun de Alzate (leyenda vasca puesta en escena), 1922
- Arlequín, mancebo de botica, sainete
- Chinchín comediante
- El horroroso crimen de Peñaranda del Campo, que l'auteur qualifia de «farsa villanesca»
- El nocturno del hermano Beltrán
- Todo acaba bien... a veces, terminée en 1937 à París.

Il convient également de mentionner sa collaboration avec le cinéma dans les deux adaptations de son roman "Zalacaín el aventurero". Dans la version de la fin des années 1920 réalisée par Francisco Camacho, Baroja lui-même joue le rôle d'un carliste. Dans celle de Juan de Orduña des années 1950, il joue son propre rôle aux côtés du réalisateur lui-même, qui vient lui rendre visite en guise de prologue à l'histoire. Bien qu'il n'ait pas été très passionné par le théâtre ou les spectacles populaires, il a adapté sa pièce de théâtre "Adiós a la bohemia" et a écrit le livret de l'opérette du même nom, avec la musique du compositeur Pablo Sorozábal, qui a été créée à Madrid en 1933.

### Matériel journalistique
Baroja est né dans une famille de journalistes et ses grands-parents étaient imprimeurs et éditeurs. En outre, son père Serafín collaborait à divers journaux de San Sebastián. Baroja a réalisé ses premiers travaux littéraires en écrivant de petits articles dans des journaux, et tout au long de sa vie, il a produit une quantité abondante et constante de matériel journalistique qui a fait l'objet d'études approfondies. Il écrit pour Ahora, El Liberal, La Justicia, El Imparcial, tous des journaux de Madrid, mais aussi pour des journaux tels que Mercantil Valenciano et El País, ainsi que des journaux historiques de Saint-Sébastien tels que La Unión Liberal, La Voz de Guipúzcoa et El Pueblo Vasco. Il écrit également pour des magazines de la fin du siècle comme Germinal, Revista Nueva, La Vida Literaria, Alma Española et Juventud, puis pour La Lectura et España.
À l'âge de dix-sept ans, il écrit sur la littérature russe dans La Unión Liberal de San Sebastián, un journal de tendance monarchiste. Parfois, il le fait sous des pseudonymes tels que "Doctor Tirteafuera" (comme l'a fait Dionisio Pérez Gutiérrez), "Pío Quinto", "Juan Gualberto Nessy", etc. Il a également été correspondant de guerre. Pendant son séjour à Paris pendant la guerre civile espagnole, il a dû collaborer activement pour gagner sa vie et a écrit dans La Nación de Buenos Aires de fin 1936 à mi-1940. Dans sa première période en tant que journaliste, il a écrit des articles en collaboration avec son frère Darío, et après son retour en Espagne, en tant que vieil homme, il a collaboré avec Granada Gráfica, El Norte de Castilla et Heraldo de Aragón, ainsi que de nombreux autres journaux qu'on ne peut énumérer de manière certaine.
Le premier journal où il a essayé d'écrire était El Ideal, propriété du commandant Prieto ; c'était un journal de tendance républicaine et il l'a fait sans signer. Après cette brève expérience journalistique, il a commencé à collaborer avec La Justicia de Nicolás Salmerón. Ses collaborations avec El Globo marquent un tournant dans la carrière littéraire de Baroja. En 1915, il fonde la revue España, dont certains collaborateurs deviendront ministres et fonctionnaires publics pendant la Seconde République.

### Adaptations au cinéma
En 1955, le réalisateur Juan de Orduña adapta Zalacaín el aventurero.
En 1966, fut présentée La Busca, réalisée par Angelino Fons.

### Hommages et reconnaissance
Déjà de son vivant, Baroja a pu voir ses romans traduits dans d'autres langues et sa figure était déjà populaire au début du XXe siècle. Son nom a été donné à une série de monuments, places, rues, écoles, comme l'école primaire Pío Baroja (Móstoles).
À Madrid, entre la rue Alfonso XII, qui va du monument de l'Angel caído à la Cuesta de Moyano, se trouve une statue en bronze grandeur nature représentant Pío Baroja, œuvre de Federico Coullaut-Valera. Elle a été inaugurée par le maire Enrique Tierno Galván le 17 mars 1980, en présence des neveux de Baroja. Sur le piédestal, on peut lire : « De Madrid à Pío ». Des plaques commémoratives de son séjour à Madrid se trouvent dans la rue Misericordia (près de la place de Celenque).
Bilbao dédie une place à sa mémoire et donne son nom à l'une des stations du tramway qui s'arrête à proximité : Station Pío Baroja, ligne A du tramway de Bilbao.
Le 12 mai 1935, il fut admis à la Real Academia Española avec le discours intitulé La formación psicológica de un escritor, auquel Gregorio Marañón répondit. Dans ce discours, il se définit comme un écrivain de rue, sans formation en langage ; ce fut peut-être le seul honneur officiel qui lui fut accordé. Plus tard, certains académiciens entrèrent à l'Académie avec des discours relatifs à l'œuvre de Baroja. Le centenaire de sa naissance fut célébré à la Real Academia de la Historia en publiant des articles dans son bulletin sur l'historicité du roman barojiano.

## Romans
Tierra vasca
- La casa de Aitzgorri, 1900;
- El mayorazgo de Labraz, 1903;
- Zalacain el aventurero, 1909.

La lucha por la vida
- La busca, 1904;
- Mala hierba, 1904;
- Aurora roja, 1905.

La raza
- La dama errante, 1908;
- La ciudad de la niebla, 1909;
- El árbol de la ciencia, 1911.

El pasado
- La feria de los discretos;
- Los ultimos romanticos;
- Las tragedias grotescas.

La vida fantastica
- Aventuras, inventos y mixtificaciones de Silvestre Paradox, 1901;
- Camino de perfeccion (pasion mistica), 1901;
- Paradox rey, 1906.

Las ciudades
- Cesar o nada, 1910;
- El mundo es ansí, 1912;
- La sensualidad pervertida:ensayos amorosos de un hombre ingenuo en una epoca de decadencia, 1920.

El mar
- Las inquietudes de Shanti Andia, 1911;
- El laberinto de las sirenas, 1923;
- La estrella del capitan Chimista, 1930;
- Los pilotos de altura, 1931.

Los amores tardios
- El gran torbellino del mundo, 1926;
- Las veleidades de la fortuna, 1927;
- Los amores tardios, 1942.

La selva oscura
- La familia de Errotacho, 1932;
- El cabo de las tormentas, 1932;
- Los visionarios, 1932.

La juventud perdida
- Las noches del buen retiro, 1934;
- El cura de Monleon, 1936;
- Locuras de carnaval, 1937.

Las saturnales
- El cantor vagabundo, (1950);
- Miserias de la guerra (2006);
- Los caprichos de la suerte (2015).

Autres romans
- Susana y los cazadores de moscas, 1939;
- Laura o la soledad sin remedio, 1939;
- El caballero de Erlaiz, 1943;
- El hotel del cisne, 1946.